# Mario Maurer
Mario Maurer (en tailandés: มาริโอ้ เมาเร่อ) (Bangkok, Tailandia, 4 de diciembre de 1988) es un actor, cantante y modelo tailandés de ascendencia alemana y china.

## Biografía
Maurer nació en Bangkok, Tailandia el 4 de diciembre de 1988, tiene un hermano Marco Maurer, un artista de hip hop. El 27 de junio de 2011 su padre, Roland, murió de un ataque al corazón relacionado con la diabetes. 
Tiene ascendencia alemana y china. 
Asistió a la escuela St. Dominic School en Bangkok, posteriormente estudió en la Universidad de Ramkhamhaeng, con una especialización en artes comunicacionales y en la Universidad Krirk, con una especialidad en comunicación política.

## Carrera
A los 16 años, Maurer se convirtió en modelo posando para fotos e incursionando en videos musicales y comerciales. En 2007, realizó su debut como actor al protagonizar la película "The Love of Siam" dirigida por Chukiat Sakweerakul, con la cual recibió dos premios como mejor actor. El papel que hizo fue "Tong" que le trajo muchos elogios y la fama instantánea mucho más allá de las fronteras de Tailandia. Pero él dijo: "Yo no quería hacerlo, no figuraba en mi lista que cosas para hacer." Decidió hacer la película porque confiaba en el director "Chukiat" y la película le daría muchas oportunidades. Debí ganar dinero para ayudar a su familia.
A finales de febrero de 2019, año se anunció que se había unido al elenco principal de la serie Jao Gum Nai Waan donde compartirá créditos con la actriz Urassaya Sperbund.

### Música
Junto a su hermano Marco, se unieron en un dúo de hip-hop llamado "PsyCho & Lil’Mario" . Ellos crearon su álbum debut llamado PsyCho & Lil’Mario: Dem Crazy Boyz el 31 de octubre de 2007. Mario más tarde hablo sobre este trabajo diciendo que era solo por diversión y que aquel no era su sueño.
Junto a Nadech Kugimiya, James Ma, Sukollawat "Weir" Kanarot y Phuphoom Pongpanu formaron el grupo de pop conocido como "Give Me 5".

## Filmografía

### Televisión
| Año             | Título en tailandés           | Título en inglés | Personaje                               | Cadena       | Notas                   |
| --------------- | ----------------------------- | ---------------- | --------------------------------------- | ------------ | ----------------------- |
| 2021 - presente | Kue Thur                      | -                | -                                       | Channel 3    |                         |
| 2021 - presente | Jao Gum Nai Waan              | "Bad Romeo"      | Yanfan Fosemaire / Chartbordin / Wichan | Channel 3    | [ 3 ] [ 4 ] [ 5 ] [ 6 ] |
| 2021 - presente | Thong Eak Mor Ya Tah Chaloang | -                | Thong Ake                               | Channel 3    |                         |
| 2017            | Buang Ban Ja Thorn            | -                | Lao Perng                               | Channel 3    |                         |
| 2017            | Bun Lang Dok Mai              | -                | Anawin                                  | Channel 3    |                         |
| 2015            | Song Huajai Nee Puea Tur      | -                | Tharatorn / Warong                      | Channel 3    |                         |
| 2014            | Roy Ruk Hak Liam Tawan        | "The Rising Sun" | Takeshi "Tawan" Onizuka                 | Channel 3    |                         |
| 2014            | Roy Fun Tawan Deard           | "The Rising Sun" | Takeshi "Tawan" Onizuka                 | Channel 3    |                         |
| 2013            | Madam Dun                     | -                | Neks                                    | Channel 3    |                         |
| 2012            | Rak Kerd Nai Talad Sode       | -                | Tong                                    | Channel 3    |                         |
| 2011            | Plerng Torranong              |                  | Plerngrit "Plerng"                      | Channel 3    |                         |
| 2010            | Tai Fah Tawan Diow            | "Autumn Destiny" | Kim Min Ho                              | Modernine TV |                         |

### Películas
| Año  | Título                             | Personaje     | Notas                                                                                         |
| ---- | ---------------------------------- | ------------- | --------------------------------------------------------------------------------------------- |
| 2017 | Saranair Love You                  | -             |                                                                                               |
| 2016 | Take Me Home                       | Tan           | junto a Wannarot Sonthichai                                                                   |
| 2015 | Prisana                            | Mario         | (corto)                                                                                       |
| 2013 | Jan Dara: The Finale               | Jan Dara      | junto a Bongkot Kongmalai, Sakarat Ritthumrong y Rhatha Phongam                               |
| 2013 | Pee Mak Phrakanong                 | Mak           | junto a Davika Hoorne, Kantapat Permpoonpatcharasuk y Nuttapong Chartpong                     |
| 2012 | Suddenly It's Magic                | Marcus Hanson | junto a Erich Gonzales, Pimchanok Luevisadpaibul, Joross Gamboa y Cacai Bautista              |
| 2012 | Jan Dara: The Beginning            | Jan Dara      | junto a Bongkot Kongmalai, Sakarat Ritthumrong, Sawika Chaiyadech y Rhatha Phongam            |
| 2012 | Love On That Day                   | Martin        | junto a Philip Lau, Ye Qing, Kan Qingzi y Gong Hanlin                                         |
| 2012 | Rak Sud Teen                       | Aek           | junto a Amena Gul                                                                             |
| 2012 | Friends Never Die                  | Kun           | junto a Monchanok Saengchaipiangpen                                                           |
| 2011 | Bangkok Assassins                  | Na            | junto a Arak Amornsupasiri, Vitsawa Thaiyanon, Artikitt Prinkprom y Jarinya Sirimongkolsakul  |
| 2011 | The Outrage                        | Monje         | junto a Petchtai Wongkamlao, Pongpat Wachirabunjong, Ananda Everingham y Laila Boonyasak      |
| 2010 | Saranae Hen Phi                    | Doh           | junto a Patcharapa Chaichua                                                                   |
| 2010 | The Dog                            | Art           |                                                                                               |
| 2010 | Eternity                           | Monje Budista | (cameo)                                                                                       |
| 2010 | First Love                         | Shone         | junto a Pimchanok Luevisadpaibul                                                              |
| 2010 | Saranae Siblor                     | Ake           | junto a Araya A. Hargate                                                                      |
| 2010 | Rahtree Revenge                    | Rang          | junto a Laila Boonyasak                                                                       |
| 2009 | Rahtree Reborn                     | Rang          | junto a Laila Boonyasak, Santisuk Promsiri, Somlek Sakdikul y Kristine Vongvanij              |
| 2008 | Fan Waan Aai Joop (4 Romance)      | Mhee / Beaver | junto a Apissara Tudti y Nattaphong Aroonnet                                                  |
| 2008 | Friendship                         | Singha        | junto a Apinya Sakuljaroensuk y Jetrin Wattanasin                                             |
| 2007 | The Love of Siam (Rak Haeng Sayam) | Tong          | junto a Sinjai Plengpanich, Songsit Rungnopakunsri, Laila Boonyasak y Witwisit Hiranyawongkul |

### Doblaje
| Año  | Título             | Personaje | Cadena   | Notas                |
| ---- | ------------------ | --------- | -------- | -------------------- |
| 2017 | Game of Thrones S7 | Jon Snow  | HBO Asia | (versión tailandesa) |

### Participación en conciertos
| Año  | Nombre                                        | Notas |
| ---- | --------------------------------------------- | ----- |
| 2019 | 49th Thai TV3 Anniversary                     | [ 7 ] |
| 2018 | We Will Love You - Happy Anniversary 48th CH3 |       |
| 2017 | Love Is In The Air Charity Concert            |       |
| 2016 | 46th Anniversary - Love Mission               |       |
| 2015 | 45th Channel3 Anniversary                     | [ 8 ] |
| 2014 | Give Me 5 Concert                             |       |
| 2013 | Sup'tar Party 43rd Anniversary CH3            |       |
| 2012 | 4+1 Channel 3 Superstar                       |       |

## Premios y nominaciones
| Año  | Categoría                         | Premio                        | Trabajo                | Resultado |
| ---- | --------------------------------- | ----------------------------- | ---------------------- | --------- |
| 2015 | Best Leading Drama Actor          | 1st Maya Award                | Roy Ruk Hak Liam Tawan | Nominado  |
| 2015 | Drama Actor of the Year           | 4th Daradaily The Great Award | Roy Ruk Hak Liam Tawan | Nominado  |
| 2015 | Popular Leading Actor of the Year | SeeSan Bunterng Award         | Roy Ruk Hak Liam Tawan | Ganó      |
| 2014 | Leading Actor of the Year         | 1st TrueLife Award            | Roy Ruk Hak Liam Tawan | Nominado  |
| 2014 | Most Popular Actor                | TV3 Fanclub Award             | Roy Ruk Hak Liam Tawan | Nominado  |